# Bus Turístico de Barcelona
El Bus Turístico de Barcelona (en catalán: Barcelona Bus Turístic) es un servicio de autobús urbano turístico que completa rutas en puntos de atracción turística en la ciudad de Barcelona y es operado por TMB y Barcelona Turisme. La red está compuesta por 3 rutas turísticas diferentes por Barcelona (1 de ellas de temporada), con un total de 44 paradas y 6 puntos de conexión entre ellas. Normalmente se opera con autobuses de dos pisos sin techo, para una mejor visión.
En 1929, durante la Exposición Universal, se crean en Barcelona dos líneas de autobús llamadas "Circuito Interior" y "Gran Circuito de Lujo". La iniciativa se llevó a término por parte de la Compañía General de Autobuses y el Patronato Nacional de Turismo, aunque en la década de 1920 ya habían existido otros proyectos de realizar el mismo servicio, que no llegaron a ponerse en marcha.
En 1987 se puso en funcionamiento el proyecto "Línia 100 Descobrim Barcelona", solamente para la época estival, consistente en dos modelos cerrados con aire acondicionado.
En 1988 aparece una línea específica pensada para turistas, bajo el nombre de "Barcelona Singular Transports Turístics". En 1989 cambia la imagen de marca, y en 1992 aparece la actual "Barcelona Bus Turístico", con nueva imagen, nuevos vehículos y una nueva ruta. Tras sucesivos cambios, el año 1996 se incorporan vehículos de dos pisos, con el superior descapotado.
En 1998 se añade una segunda línea Norte, a la ya existente Sur.

## Polémica en el servicio
El año 2001 la empresa Julià Tours inició un servicio similar, "Barcelona Tours". El Ayuntamiento de Barcelona, en representación de TMB, presentó una demanda contra la empresa denunciando competencia desleal al ofrecer un servicio (transporte público únicamente dentro del casco urbano de Barcelona) para el que no tenía autorización. El proceso concluyó el año 2008, siendo ganador el Ayuntamiento. Poco después este convocó un concurso público para una concesión de siete años para prestación de servicio de autobús turístico en Barcelona. El concurso fue adjudicado a una UTE formada por el Grupo Julià, Moventis y Trapsa, quienes también gestionan el bus turístico de Madrid, Miami y México D.F. entre otros. La empresa resultante se llama Barcelona City Tour y funciona actualmente de manera regular y con gran éxito entre los turistas.

## Características
El servicio permite adquirir billete de 1 día o de 2 días consecutivos. Con el billete se puede subir y bajar tantas veces como se quiera en cualquiera de las paradas de las 3 rutas. Además, se entrega una guía con el detalle de las paradas programadas. Se puede comprar el billete en la web oficial, en Plaza de Cataluña, en la Estación de Sants, en los Puntos TMB de atención al cliente y los Puntos de Información Turística de Barcelona Turisme.
Con el billete del Bus Turístico de Barcelona, también se entrega un carné con descuentos en estacionamientos, museos, transportes (Golondrinas de Barcelona, Teleférico de Montjuïc, Tranvía Azul), entradas de atracciones, restaurantes, etc.
El bus tiene cuatro rutas: 
- La Ruta Roja, que pasa entre 9:00 y 9:30 de la mañana y los últimos autobuses salen de la Plaza de Cataluña alrededor de las 19:00 en invierno y las 20:00 en verano. La frecuencia de paso está entre los 5 y 25 minutos dependiendo de la época y hora. La ruta dura alrededor de 2 horas.

Paradas: 
Plaza de Cataluña,
Casa Batlló - Fundación Antoni Tàpies, 
Paseo de Gracia - La Pedrera,
Francesc Macià - Diagonal, 
Estación de Sants,
Creu Coberta,
Plaza de España,
Caixa Forum - Pabellón Mies Van der Rohe,
Pueblo español,
MNAC,
Anillo Olímpico de Montjuic,
Fundación Joan Miró,
Teleférico de Montjuïc,
Miramar - J.Costa i Llobera,
World Trade Center,
Colón - Museo Marítimo, 
Museo de Historia de Cataluña, 
Puerto Olímpico, 
Parque de la Ciudadela - Zoo,
Pla de Palau,
Barrio Gótico
- La Ruta Azul tiene los mismos horarios y frecuencia que la Ruta Roja. La ruta dura aproximadamente 2 horas.

Paradas: Plaza de Cataluña, Casa Batlló- Fundación Antoni Tàpies, Paseo de Gracia - La Pedrera, Sagrada Familia, Gracia, Parque Güell, Tranvía Azul - Tibidabo, Sarriá, Monasterio de Pedralbes, Palacio Real - Pabellones Güell, Futbol Club Barcelona, Francesc Macià - Diagonal, Ensanche, MACBA - CCCB,   
- La Ruta Verde, que circula del 01/04 al 01/11. La ruta tiene una duración de 40min aproximadamente.

Paradas: Puerto Olímpico, Playa del Bogatell - Cementerio de Pueblo Nuevo, Pueblo Nuevo, Parque de Diagonal Mar
- La ruta nocturna solo funciona en verano y los fines de semana, y muestra la ciudad iluminada y las fuentes de Montjuic